# Apicia asopia
Apicia asopia là một loài bướm đêm trong họ Geometridae.